# Soliónoie Ózero (Stàvropol)
|  | Per a altres significats, vegeu «Soliónoie Ózero». |

Soliónoie Ózero (en rus: Солёное Озеро) és un poble (un khútor) del krai de Stàvropol, a Rússia, que en el cens del 2010 tenia 758 habitants. Pertany al districte rural de Petrovski.